# Journée franco-géorgienne de Leuville-sur-Orge

Blason de Leuville-sur-Orge

Les Journées franco-géorgiennes de Leuville-sur-Orge ont été créées par la Commission culturelle communale le 15 novembre 2003, à laquelle appartenaient Claude Parmentier — maire-adjoint et président de la commission —, Luc et Mirian Méloua (en) — citoyens locaux issus d’une famille d’origine géorgienne —.

## Histoire
La commune de Leuville-sur-Orge accueille en 1922 certains membres du Parlement et du Gouvernement de la République démocratique de Géorgie, après l'invasion du Caucase par l’Armée rouge. La population leuvilloise et les réfugiés politiques géorgiens cohabitent durant plusieurs décennies : des liens se créent. 80 ans après, des représentants du Sénat, du département de l’Essonne, du canton d’Arpajon, de la commune de Leuville-sur-Orge et de la population locale souhaitent faire revivre une histoire réveillée par la visite récente du président Edouard Chevardnadze, et qui sera poursuivie par celles des présidents Mikheil Saakachvili et Guiorgui Margvelachvili.

### 2003 à 2005
Sous la coprésidence de Claire-Louis Campion — sénateur —, Monique Goguelat — vice-présidente du Conseil départemental de l'Essonne —, Daniel Esprin — maire —, de Gotcha Tchogovadzé et de Natia Djaparidzé — ambassadeurs successifs de la République de Géorgie en France —, trois journées franco-géorgiennes annuelles sont organisées par la commission culturelle, avec l'aide de deux Leuvillois d'origine géorgienne : le département de l'Essonne décide en 2005 d'apporter son soutien.
Claude de Kémoularia — ambassadeur de France —, le général Jean-Pierre Faure — président de la promotion Dimitri Amilakhvari à l’École spéciale militaire de Saint-Cyr —, Guia Sardjveladze et Thamaz Naskhidachvili — président et ancien président de l’Association géorgienne en France — y participent.
Les programmes successifs comportent :
- des conférences géopolitiques et sociologiques données par le professeur Jean Radvanyi[7], le maître de conférences  Thorniké Gordadzé[8]  et l’écrivain Vassil Karist[9],
- des stands d’exposition tenus par la compagnie aérienne Georgian Airways[10], la librairie Itinéraires[11] et l’agence de voyage Promethea Voyages[12],
- des expositions photographiques sur la Géorgie[13],
- des concerts de polyphonie géorgienne donnés par des chœurs venus de Tbilissi comme l’ensemble Simi[14], des chœurs français comme l’ensemble Madrikali[15] ou l’ensemble Mze Shina[16], la chanteuse Nathela[17],[18].

De 200 à 300 personnes assistent à chacune de ces journées, produites salle municipale Florence Leblond avec les moyens techniques de la commune.

### 2006 et après
À partir de 2006 les journées franco-géorgiennes sont organisées par des associations communautaires géorgiennes (Foyer géorgien de Leuville, Société civile immobilière du Château, Institut Noé Jordania, Centre culturel géorgien Lazi, …), sous la coprésidence des représentants de l’Ambassade de la République de Géorgie en France (Mamuka Kudava, Ecatériné Siradzé-Delaunay, Gocha Javakhishvili) et de la Municipalité de Leuville-sur-Orge (Eric Braive).
Les programmes successifs maintiennent les concerts de polyphonie géorgienne et innovent avec l’organisation d’ateliers de préparation de plats géorgiens dans les cuisines du domaine géorgien, celle d’entretiens historiques avec le professeur émérite Charles Urjewicz et avec des personnes contant leurs souvenirs d’enfance dans le domaine géorgien, ou celle de concerts de jazz Nouvelle-Orléans produits par des artistes d’origine géorgienne (Irakli Davrichewy),,.